# Wang Liqun
Pour les articles homonymes, voir Wang (patronyme).
Wang Liqun (Chinois: 王立群; pinyin: Wáng Lìqún; né en 1945) est un historien chinois et professeur à l'École des Arts de l'Université du Henan. Il est surtout connu pour sa série de conférences sur l'histoire de la Chine diffusés dans l'émission Salle de lecture sur CCTV-10.